# Psychoda maculipennis
Psychoda maculipennis är en tvåvingeart som beskrevs av Enrico Adelelmo Brunetti 1911. Psychoda maculipennis ingår i släktet Psychoda och familjen fjärilsmyggor.
Artens utbredningsområde är Sri Lanka. Inga underarter finns listade i Catalogue of Life.